# Лядской сад
Лядской (Лядский) сад (тат. Лядский (Ләдски) бакчасы) — парк в Казани. Находится между улицами Щапова, Муштари, Горького и Гоголя в Вахитовском районе города.

## История
История парка началась в XVIII веке. В центре Казани находилась одноэтажная усадьба генерал-майора Алексея Петровича Лецкого (1725—1800), в которой в 1798 году останавливался император Павел I и в благодарность за гостеприимство генерала приказал назвать в его честь находящуюся рядом улицу (ныне — улица Горького). Генерал Лецкой рядом со своей усадьбой организовал сад.
В саду были посажены деревья, установлены три дуговых фонаря мощностью в 600 свечей каждый для освещения в ночное время, а также фонтанчик в виде бронзовой скульптуры девушки с кувшином в руках — она была установлена в ознаменование открытия первого в Казани водопровода в 1874 году. Сад, названный Лецким, стал местом встреч и прогулок высшего общества Казани, здесь проводились светские рауты. Однако народ Лецкой сад называл Лядским, и постепенно прижилось именно это название.
В советские времена усадьба Лецкого была снесена, а на её место в 1950 году установили памятник Горькому (скульптор М. К. Аникушин, архитектор А. А. Любимов), в 1999 году перенесённый в начало улицы Горького. В 1970-е годы была снесена скульптура девушки, а на её месте был открыт новый фонтан шарообразной формы, прозванный в народе яблоком или гнилым апельсином.
В 2003 году парк был реконструирован: здесь были расчищены посадки, выполнена перепланировка дорожек, а у входа в парк был установлен памятник Державину — копия памятника, существовавшего в Казани в 1847—1932 годах.
В 2015 году сквер был заново отреставрирован, благоустроен, в нём восстановлен фонтан. В сквере на деревьях нашли себе дом две белки. Возле детской площадки появилась скульптура доброй бабушки Аняни («эбики» от тат. әби — «бабушка») работы Винеры Абдуллиной.
На территории Лядского сада находится истинный географический центр Казани (в границах по состоянию на 2016 год); при этом памятный знак «Географический центр Казани» находится на расстоянии одного километра от истинного географического центра на пересечении ул. Баумана и ул. Кави Наджми.

## Галерея

Памятник Державину у входа в Лядской сад
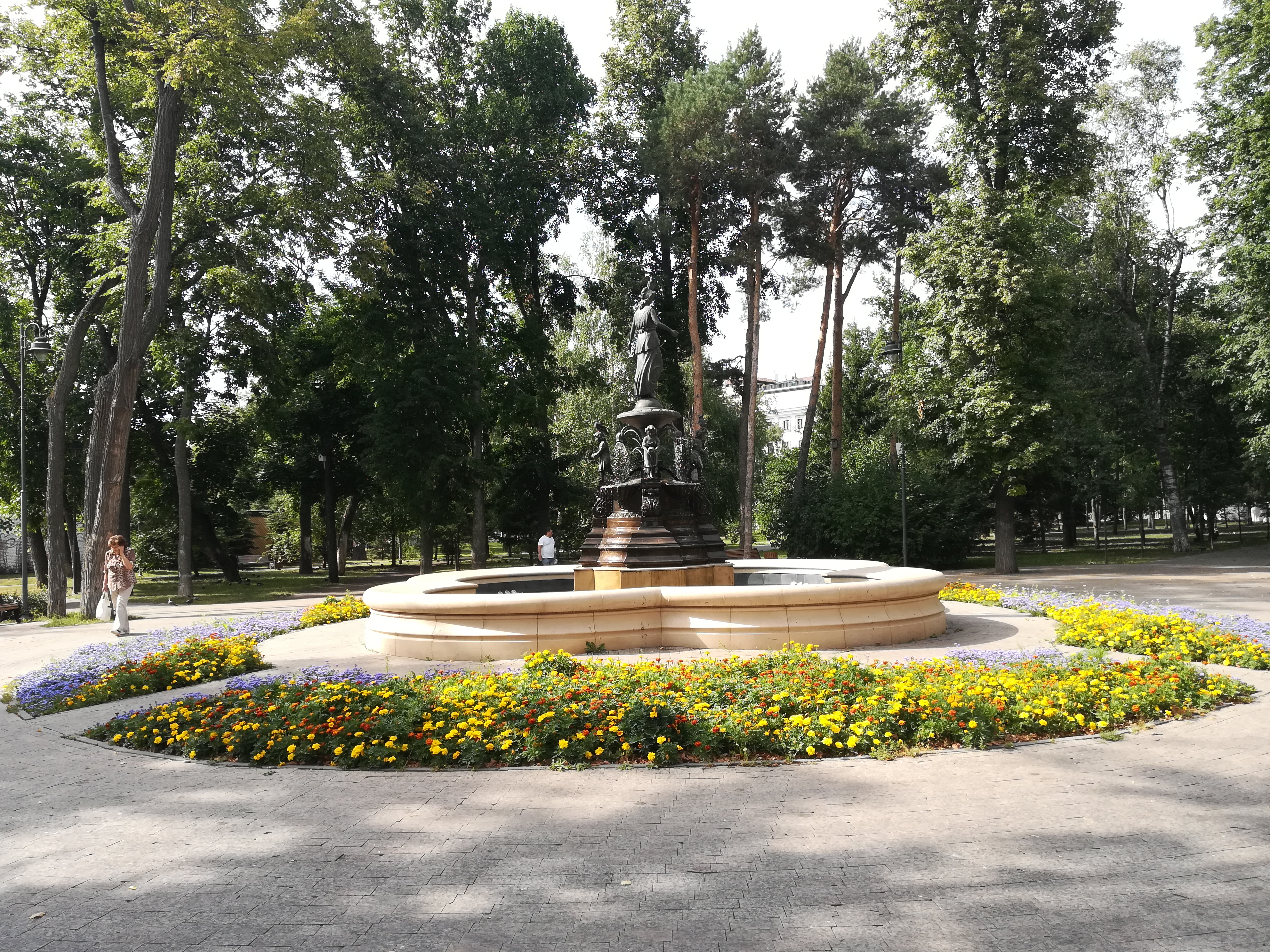
Фонтан
Скульптура «Бабушка Аняня»